# Bonan
Los bonán (chino: 保安族; pinyin: bǎoān zú) son una de las minorías étnicas más pequeñas entre las 56 oficialmente reconocidas por el Gobierno de la República Popular China. Su población estimada es de unas 16 500 personas que habitan en las provincias de Gansu y Qinghai.

## Idioma
Los bonan tienen su propia lengua, derivada en origen del idioma mongol, pero que ha ido variando de modo substancial a lo largo de los siglos. En la actualidad el bonan se parece más al idioma de los dongxiang y de los tu que al mongol moderno.
Los bonan que habitan en la provincia de Qinghai hablan un idioma ligeramente distinto. Mientras que la lengua de los bonan de Gansu ha sufrido las influencias del chino, el de la zona de Qinghai ha estado influenciado por el tibetano. En ambas zonas se utilizan los símbolos han para transcribir textos.

## Historia
Aunque no está del todo claro, se cree que los bonan son fruto de las relaciones que se establecieron entre los soldados mongoles establecidos en las guarniciones de Qinghai y miembros de las etnias hui, han, tu y tibetana.
Durante la dinastía Qing, los bonan sufrieron la opresión de los terratenientes locales por lo que se trasladaron hacia la zona de Lingxia. En 1862 se produjo una disputa entre los bonan que habían adoptado el islam como religión y los que practicaban el budismo. Los bonan se dividieron en dos grupos, los que se quedaron en Qinghai y los que se trasladaron hasta Gansu.

## Cultura
Los bonan comparten muchas tradiciones y ritos con los dongxiang y con los hui. Sus trajes tradicionales son una mezcla de los tibetanos, hui y dongxiang. 
Las mujeres bonan que habitan en Gansu utilizan ropas de colores brillantes y llamativos, con pantalones anchos de diferentes colores. Utilizan velos de colores diferentes según el estado civil de la mujer: las casadas usan el color negro, las solteras el verde mientras que las mujeres de edad avanzada usan un velo de color blanco. Los hombres envuelven sus cabezas con telas de color blanco o negro y chaquetas también de color blanco.
Este pueblo es famoso por su habilidad construyendo cuchillos que reciben la denominación de "cuchillos Bonan", famosos por su belleza y su dureza. Parte de su economía se basa en los beneficios que obtienen con sus ventas. Además, los bonan se dedican a la agricultura y a la ganadería.

## Religión
El pequeño grupo de bonan que habita en la provincia de Qinhai es mayoritariamente budista mientras que el resto son fieles al islam, herencia de su pasado mongol. Estos últimos se dividen en dos sectas: los nuevos y los viejos.
- Datos: Q816691